# Relaciones Andorra-Mónaco
Las relaciones Andorra-Mónaco son las relaciones diplomáticas entre el Principado de Andorra y el Principado de Mónaco. 
Los dos países son países pequeños, ricos y desarrollados en Europa, ambos miembros de un eje informal de Liechtenstein, Mónaco, Andorra, San Marino e incluso Luxemburgo cuando se trata de asuntos relacionados con la Unión Europea. Los países a menudo cooperan en asuntos de aceptación a la Unión Europea y su participación continua en el bloque europeo. En el mismo sentido, se celebró una reunión tripartita entre Andorra, Mónaco y San Marino el 18 de marzo en 2017 en el distrito de Monte Carlo de Mónaco para discutir los asuntos de la Unión Europea. 
Los tres países acordaron los preparativos para la adhesión conjunta a la UE y el apoyo mutuo durante todo el proceso.

## Misiones diplomáticas
- Andorra no está representada en Mónaco, tanto a nivel de embajada como a nivel consular. Andorra tiene una sede en Andorra la Vieja para las relaciones con Mónaco.[2]
- Mónaco no está representado en Andorra, tanto a nivel de embajada como a nivel consular. Mónaco tiene una embajada en París, Francia para las relaciones con Andorra.